# Léon Renault
Pour les articles homonymes, voir Renault (homonymie).
Léon Renault, né à Maisons-Alfort (Seine) le 24 septembre 1839 et mort le 25 mai 1933 à Paris, est un homme politique français. Il a été député de la Troisième République.

## Biographie
Léon Renault était le fils d'Eugène Renault, vétérinaire, directeur de l'École vétérinaire de Maisons-Alfort.
Docteur en droit de l'Université de Paris, avocat et républicain modéré, il est nommé préfet du Loiret (1871) puis préfet de police (1871-1876).
Élu député dans la circonscription de Corbeil en février 1876, il siège au Centre gauche et il est signataire, lors de la crise politique de mai 1877, du manifeste des 363. Réélu en octobre 1877, il est cependant battu en août 1881.
Il se présente alors dans la circonscription de Grasse, en février 1882, et remporte les élections. Il devient ensuite sénateur des Alpes-Maritimes, en janvier 1885, mais ne se représente pas en 1894.
Il a été également conseiller général du canton de Cagnes-sur-Mer-Ouest  (1883-1889).
Il est fait chevalier de la Légion d'honneur (1873), officier en 1875.
Dans les années 1880, il demeure au 8 de la rue Murillo à Paris, près du parc Monceau.

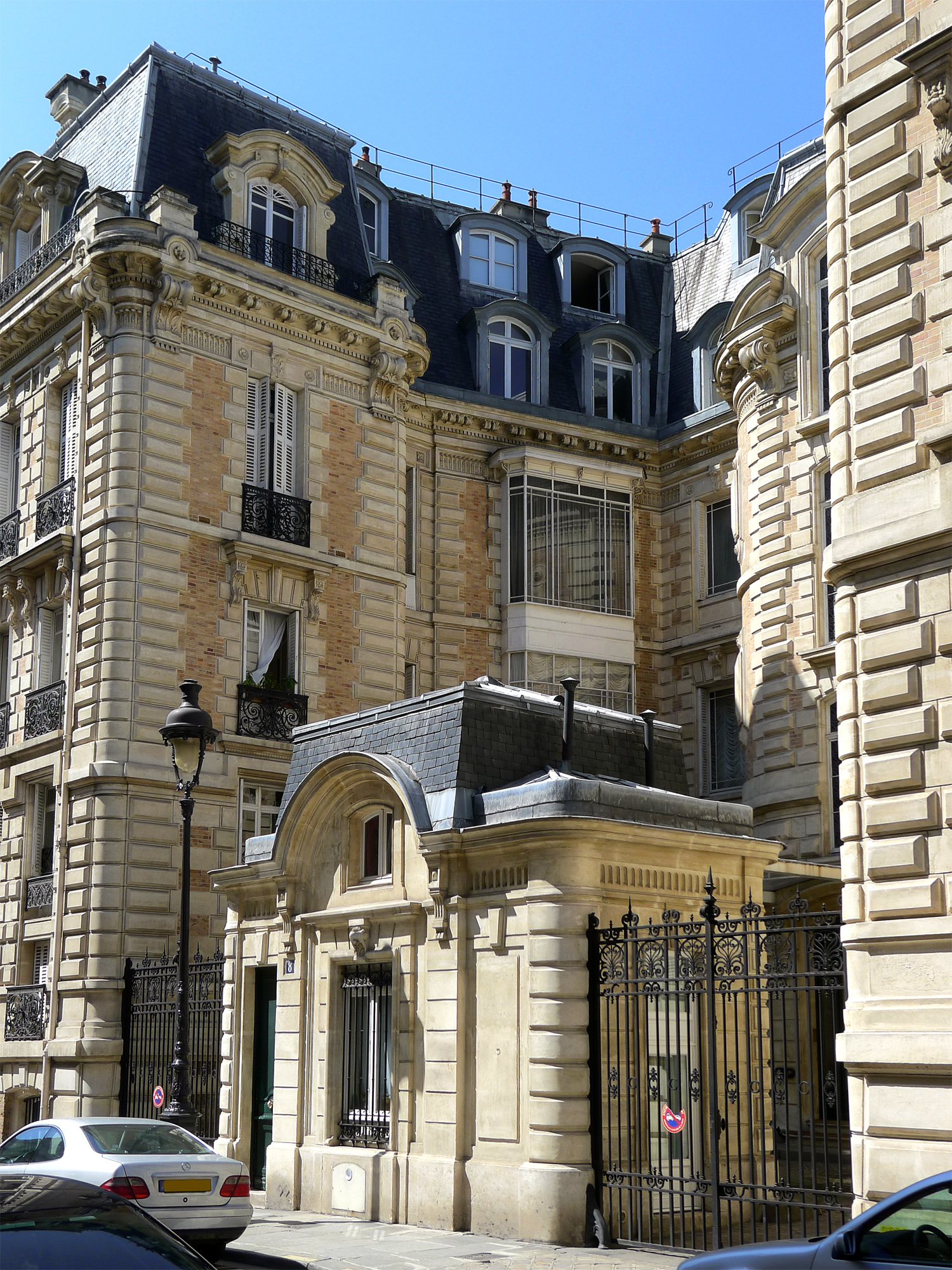
No 8, rue Murillo.
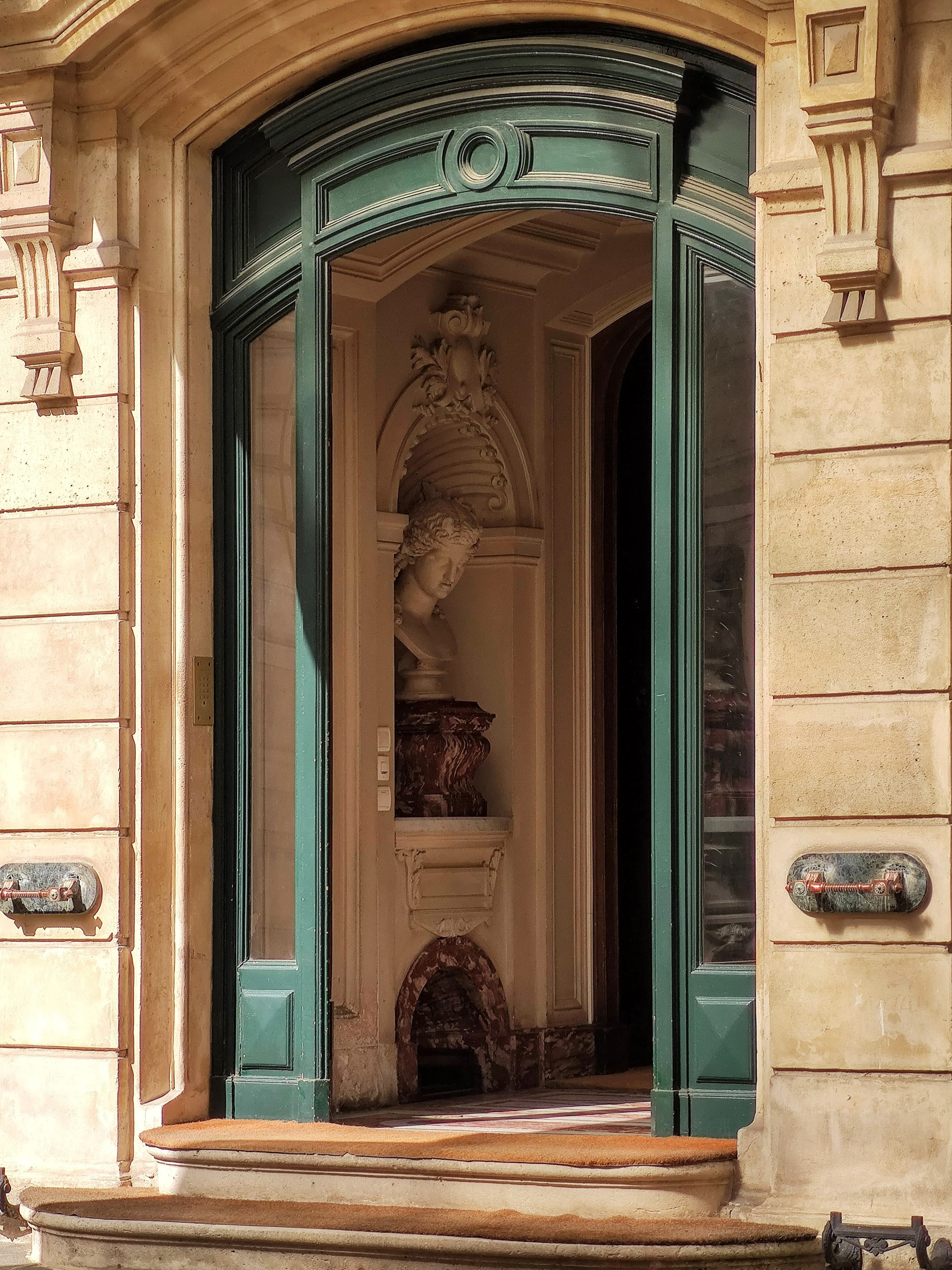
No 8 : entrée.

## Mandats
- Député de la Seine : 1876-1881
- Député des Alpes-Maritimes : 1882-1885
- Conseiller général des Alpes-Maritimes : 1883-1889
- Sénateur des Alpes-Maritimes : 1885-1894